# Immelborn
Immelborn is een ortsteil van de Duitse gemeente Barchfeld-Immelborn in de deelstaat Thüringen. De plaats grenst in het zuiden aan de gemeente Breitungen in de Landkreis Schmalkalden-Meiningen, in het westen en noorden aan de kreisstadt Bad Salzungen, in het oosten vormt de Werra de natuurlijke grens met Barchfeld. Op 31 december 2012 fuseerde de tot dan toe zelfstandige gemeente Immelborn met Barchfeld tot Barchfeld-Immelborn.